# Линейно уравнение
Линейните уравнения са алгебрични уравнения от вида:
ax + b = 0, a ≠ 0

Решение:
{\displaystyle ax+b=0}
{\displaystyle ax=-b}
{\displaystyle x=-b/a}
{\displaystyle 2x+3=0}
{\displaystyle 2x=-3}
{\displaystyle x=-3/2}
Ако a и b са параметри, решаваме уравнението така:

1) a = 0
Получаваме уравнението 0x + b = 0.
При b = 0, получаваме уравнението 0x = 0, което има безброй много решения:
Уравнението е изпълнено за всяко комплексно число x ({\displaystyle \forall x\in \mathbb {C} }).
При b ≠ 0 уравнението няма решение.
2) a ≠ 0
Получаваме уравнението ax + b = 0, което е линейно и има едно решение:
{\displaystyle x=-b/a}